# 宇津木村
宇津木村（うつきむら）とは、東京都八丈支庁管内の八丈小島にかつて存在した村である。
現在の八丈町の一部で、大字として「宇津木」が現存するが、1969年1月から始まった「全島民完全移住」により現在は島自体が無人島となっている。

## 地理
伊豆諸島・八丈島のすぐ西に浮かぶ八丈小島に2つあった村のうちの1つで、おおむね南東側半分に相当する。

## 歴史
村名の由来は、源為朝がウツギを折って差したところに根付いたことから。

### 前史
江戸時代は、幕府領地。
- 1799年（寛政11年） - 家数は、神主百姓20軒、小屋持3軒、流人小屋1軒[3]。
- 1872年5月15日（明治5年4月9日） - 太政官布告によって、旧来の庄屋・名主などの村役人の呼称を廃止して戸長・副戸長と呼ぶこととする[4]。
- 1881年（明治14年）4月18日 - 郡区町村編制法の例外規定が設けられ、名主制度が復活する[5]。
- 1908年（明治41年）10月1日 - 八丈小島の鳥打村および宇津木村は、島嶼町村制施行対象外となり、名主が継続して各1名置かれ、村内の一切の事務が執られる[6]。

### 村史
- 1947年（昭和22年）5月3日 - 地方自治法の施行により、八丈小島に鳥打村および宇津木村を設置。地方公共団体として執行機関の宇津木村役場と議決機関の宇津木村議会を置き、名主制度を廃する[5]。
- 1951年（昭和26年）4月1日 - 「宇津木村村民総会定例会条例」により、宇津木村議会を廃止し、村民総会（町村総会）で審議処理をする[5]。
- 1952年（昭和27年）7月29日 - 宇津木漁港が、第1種漁港に指定される[7]。
- 1955年（昭和30年）4月1日 - 大賀郷村とともに八丈村へ編入され、村を廃する[8][9]。村民総会を廃する[5]。
  - 同日、八丈村が町制施行し八丈町となる[10]。

変遷表
| 昭和22年 5月2日まで | 昭和22年 5月3日 | 昭和30年 4月1日              | 現在   |
| ------------------- | --------------- | ---------------------------- | ------ |
| 宇津木村            | 宇津木村        | 八丈村に編入 八丈村 → 八丈町 | 八丈町 |

### 廃止後
- 1968年八丈小島のバク病が退治される。
- 1969年（昭和44年）1月 - 「全島民完全移住」により離島を開始する[6]。
  - 3月 - 宇津木小学校および宇津木中学校が廃校となる。離島が完了する[6]。
- 1999年（平成11年）6月10日 - 宇津木漁港の、第1種漁港指定が取り消される[11]。

## 特殊な地方自治制度
人口が50人程度であった本村では、地方自治法が施行される1947年まで島嶼町村制も施行されず、例外的に名主制度が存続していた。
その後、1951年に宇津木村議会を廃止し、地方自治法第94条および第95条による町村総会が、村が合併により消滅する1955年までの4年間にわたって設置された。いわば直接民主制が実施された、地方制度史上極めて稀な事例である。

## 人口
総数 [単位： 人]
| 1887年（明治10年） | 222 |
| 1935年（昭和10年） | 50  |